# Karl Grießenbeck von Grießenbach (General)
Karl Ernst Freiherr Grießenbeck von Grießenbach (* 25. September 1787 in Amberg; † 3. Januar 1863 in München) war ein bayerischer Kammerherr und Generalmajor sowie 1836/48 Kommandant des Kadettenkorps.

## Leben

### Familie
Karl entstammte der alten niederbayerischen Adelsfamilie Grießenbeck von Grießenbach und Hahnreit. Die Familie wurde 1739 in den kurfürstlich bayerischen Freiherrenstand erhoben. Sein Vater Christoph Freiherr Grießenbeck von Grießenbach (1739–1801), kurfürstlich oberpfälzischer Regierungsrat und später bayerischer Kämmerer, heiratete 1784 in zweiter Ehe Sidonia (1784–1831), eine geborene Freiin von Streit, die Mutter von Karl Ernst. Er hatte noch sechs Geschwister, fünf Schwestern und einen Bruder.

### Militärischer Werdegang
1801 kam Grießenbeck als kurfürstlicher Edelknabe in die Pagerie, in der er bis 1804 erzogen wurde. Seinen Gymnasialabschluss machte er 1804 am (heutigen) Wilhelmsgymnasium München. Am 29. September 1804 erfolgte seine Ernennung zum Unterleutnant im Leibregiment der Bayerischen Armee. Im Feldzug von 1805 gegen Österreich wurde Grießenbeck dem Depot zugeteilt.
Während der Kämpfe im Vierten Koalitionskrieg gegen Preußen hatte Grießenbeck mehrmals Gelegenheit sich auszuzeichnen. Bei der Erstürmung von Breslau im Dezember 1806 führte er mit zahlreichen Freiwilligen einen Scheinangriff. Obwohl der Sturm auf die Stadt und der Scheinangriff misslangen, wurde er für sein umsichtiges und tapferes Verhalten in einem Armeebefehl vom März 1807 belobigt. Bei der Belagerung der Festung Cosel im Januar 1807 konnte Grießenbeck einen Ausfall der preußischen Truppen zurückschlagen und wurde selbst durch einen Streifschuss verwundet.
Wieder genesen, wurde er nach dem Gefecht bei Kanth im Mai 1807 beauftragt, die Mühlbrücke über das Schweidnitzer Wasser zu nehmen. Nur mit einer kleinen Schar gelang es ihm mit einem Bajonettangriff den angreifenden Gegner bis auf die zweite größere Brücke zurückzuwerfen. Damit verschaffte er seinem Vorgesetzten Zeit, die eingebrachten preußischen Gefangenen, die Handpferde, die Bagage des französischen Generals François-Joseph Lefebvre mit zwei bayerischen Munitionswagen und Fuhrwerken, auf denen sich das gesamte Offiziersgepäck und die Tornister der Mannschaft seines Bataillons befanden, nach Schweidnitz in Sicherheit zu bringen. Grießenbeck selbst kam durch die preußischen Linien, nur noch von einem Soldaten begleitet, nachts in Breslau an. Beim Angriff auf das befestigte Lager vor Glatz im Juni 1807 war er der Vorhut zugeteilt und einer der ersten, der die Schanzen im Sturm nahm.
Ein zu Straubing am 13. Januar 1808 abgehaltenes Ordenskapitel des Militär-Max-Joseph-Ordens unter Vorsitz des Generals Karl von Vincenti sprach sich mehrheitlich dafür aus, dass Grießenbeck während des Feldzuges von 1806/07 zwar hervorragend beim Sturm von Breslau, dem Ausfall vor Kosel und beim Sturm von Glatz mitgewirkt hat, aber erst seine Taten bei Kanth die Aufnahme in den Orden berechtigen. Mit Armeebefehl vom 27. September 1808 wurde Grießenbeck für sein Betragen im Gefecht bei Kanth am 14. Mai 1807 als Ritter in den Militär-Max-Joseph-Orden aufgenommen.
Während des Feldzuges gegen Österreich und Tirol 1809 wurde er, seit 8. Februar 1808 als Oberleutnant, in der Schlacht von Abensberg im April 1809 durch einen Schuss im Schenkel verwundet. Beim Kampf gegen die Tiroler Aufständischen im Oktober 1809 konnte Grießenbeck den Bodenbühl erstürmen und die Aufständischen zum Rückzug zwingen. Bei der Erstürmung des Berges Isel bei Innsbruck hatte er mit seinen Schützen maßgeblichen Anteil. Am 7. März 1810 zum Hauptmann befördert, erbat er aus familiären Gründen seinen Abschied, der am 18. Oktober 1810 gewährt wurde.
Durch die Ehe mit Magdalena Caroline Freiin du Prel gelangte er in den Besitz des Herrenhauses Schloss Pilsach. Es kam zu einem langwierigen Rechtsstreit mit den Geschwistern seiner Frau, den er aber für sich entscheiden konnte. Im Schloss Pilsach soll, als das Schloss im Besitz von Karl Grießenbeck von Grießenbach war, Kaspar Hauser gefangen gewesen sein.
Bei der Errichtung der Gendarmerie am 11. Oktober 1812 wurde Grießenbeck am 24. November 1812 als Rittmeister und Eskadronchef der 3. Gendarmerie-Legion in Regensburg wieder eingestellt und kam nach der Aufhebung der Eskadron bei der Gendarmerie im März 1816 als Kompaniechef nach Passau. Am 31. Mai 1817 wurde er zum Kämmerer und am 17. März 1821 zum Exempt in der Leibgarde der Hartschiere ernannt. Am 24. November erfolgte seine Beförderung zum Major und am 1. Januar 1832 die zum Oberstleutnant. Mit Armeebefehl vom 30. Dezember 1836 wurde Grießenbeck zum Oberst und Kommandant des Kadettenkorps in München ernannt. Am 22. Mai 1843 wurde er als Generalmajor charakterisiert und ihm am 1. Januar 1846 das Ritterkreuz des Verdienstordens der Bayerischen Krone verliehen. Karl Grießenbeck von Grießenbach wurde am 31. März 1848 pensioniert und starb, nachdem er noch am 15. Mai das Ehrenkreuz des Ludwigsordens erhalten hatte, am 3. Januar 1863 im Alter von 75 Jahren in München.

### Ehe und Nachkommen
Grießenbeck heiratete am 25. März 1808 Magdalena (1784–1850), die Tochter von Johann Baptist Freiherr du Prel und dessen Frau Theresia von Schmaus. Sie hatten zwei Töchter und drei Söhne, u. a.:
- Christian (1809–1853), Erbe des Stammgutes Grießenbach, heiratete 1838 Anna Arnold (1808–1839). Nach ihrem Tod ehelichte er 1842 Karoline von Kobell (1809–1899). Er starb bereits 1853 als bayerischer Kämmerer und Oberrechnungsrat in München. Dessen Sohn Karl (1844–1881) wurde Amtsrichter in Landshut und war von 1875 bis 1878 Mitglied der Bayerischen Abgeordnetenkammer.
- Maximilian (1817–1886) heiratete 1853 Benigna Pfretzschner (1832–1889) und wurde bayerischer Oberpostamtsoffizial in Regensburg.
- Friedrich diente wie sein Vater als Offizier in der bayerischen Armee.